# Konstantin von Quadt und Hüchtenbruck (General)
Karl Ludwig Friedrich Konstantin Albert Theodor Freiherr von Quadt und Hüchtenbruck (* 3. März 1781 in Bergen op Zoom; † 2. Mai 1868 auf Haus Bögge bei Hamm) war ein preußischer General der Infanterie, Gouverneur von Breslau sowie Herr auf Haus Bögge bei Hamm.

## Leben

### Herkunft
Konstantin entstammte dem alten ritterbürtigen Adelsgeschlecht Quadt. Seine Eltern waren der holländische Generalmajor Otto Ludwig von Quadt von Hüchtenbruck (1739–1793) und dessen Ehefrau Charlotte Elisabeth, geborene Freiin van Heeckeren van Brandsenburg (1744–1804). Sein Vater hatte unter König Friedrich II. im Siebenjährigen Krieg gekämpft und war danach in holländische Dienste getreten. Sein Bruder Ludwig von Quadt von Hüchtenbruck wurde preußischer Generalleutnant.

### Militärkarriere
Quadt besuchte zunächst Schulen in Utrecht und Herzogenbusch. Am 1. März 1793 ging er in holländische Dienste und kam als Junker in das Regiment seines Vaters. Dort wurde er am 25. April 1793 Fähnrich. Während des Ersten Koalitionskrieges kämpfte er bei den Belagerungen von Maulbeuge, Menin und Ypern, den Gefechten bei Breda und Roucq sowie beim Sturm auf Wervicq. Am 12. Juni 1795 nahm er seinen Abschied und ging am 2. April 1796 in einen englischen Freikorps, um gegen die Franzosen zu kämpfen. Am 20. Oktober 1798 wechselte er in preußische Dienste und wurde als Fähnrich im Infanterieregiment des Prinzen Louis Ferdinand angestellt. Mit Patent vom 4. Januar 1803 wurde Quadt am 8. Januar 1803 zum Sekondeleutnant befördert. Im Vierten Koalitionskrieg kämpfte er 1806 in der Schlacht bei Auerstedt und geriet mit der Kapitulation von Magdeburg in Gefangenschaft. Am 7. Juli 1807 wurde er auf Halbsold gesetzt.
Nach dem Frieden von Tilsit dauerte es bis zum 2. Juni 1810, bis Quadt dem 2. Westpreußischen Infanterie-Regiment Nr. 7 aggregiert wurde. Am 4. Dezember 1810 folgte seine Beförderung zum Premierleutnant von der Armee und am 6. Juni 1811 aggregierte man ihn dem Normal-Infanterie-Bataillon. Er avancierte am 2. Oktober 1811 zum Stabskapitän von der Armee und kam am 20. Februar 1813 als Kapitän und Kompaniechef in das Leib-Grenadier-Bataillon, wo er am 1. März 1813 Führer des Jäger-Detachements wurde. Am 13. Oktober 1813 kam er als Major und Bataillonskommandeur in das 2. Garde-Regiment zu Fuß. Während der Befreiungskriege wurde er in der Schlacht bei Großgörschen verwundet und mit dem Eisernen Kreuz II. Klasse ausgezeichnet. Quadt nahm an den Kämpfen bei Bautzen, Heynau, Leipzig und Paris sowie der Belagerung von Landau teil. Bei Paris wurde er verwundet und erhielt am 9. April 1814 das Eiserne Kreuz I. Klasse.
Am 14. Mai 1815 kam er als Kommandeur in das 13. Infanterie-Regiment und am 3. Oktober 1815 zum Oberstleutnant befördert. Daran schloss sich ab dem 12. Dezember 1815 eine Verwendung als Kommandeur des 2. Garde-Regiment zu Fuß an und in dieser Eigenschaft erfolgte am 30. März 1823 mit Patent vom 5. April 1823 seine Beförderung zum Oberst. Im Jahr 1825 erhielt er das Dienstkreuz und am 22. November 1830 den Johanniter-Orden. Am 30. März 1832 beauftragte man ihn zeitgleich mit der Führung der 2. Garde-Landwehr-Brigade. Am 30. März 1834 wurde Quadt zum Generalmajor befördert und am 26. November 1834 mit dem russischen Sankt-Stanislaus-Orden I. Klasse ausgezeichnet.  Am 30. März 1838 wurde er Erster Kommandant von Torgau und zugleich mit der Führung der 6. Division beauftragt. Am 10. September 1840 wurde er zum Divisionskommandeur ernannt und am 7. April 1842 zum Generalleutnant befördert. Am 26. September 1843 erhielt er den Orden der Heiligen Anna I. Klasse mit Brillanten. Zu seinem 50-jährigen Dienstjubiläum verlieh ihm König Friedrich Wilhelm IV. am 26. April 1846 die Brillanten zum Roten Adlerorden I. Klasse. Am 4. März 1848 wurde er dann zum Gouverneur von Breslau ernannt, am 6. Juni 1849 erhielt er seinen Abschied als General der Infanterie mit Pension.
Während der Mobilmachung von 1850 fungierte Quadt als Kommandierender General des stellvertretenden VII. Armee-Korps. Er starb am 2. Mai 1868 auf Haus Bögge bei Hamm.

### Familie
Quadt heiratete am 2. Dezember 1815 auf Haus Heyde bei Unna Sophie von Bodelschwingh (1791–1855), eine Schwester des Ministers Karl von Bodelschwingh. Das Paar hatte mehrere Kinder:
- Frieda (1817–1890) ⚭ 1838 Wilhelm von Hengstenberg (1804–1880), Geheimer Hofrat, Oberhofprediger[3] (ab 1837: von)[4]
- Otto (1819–1893), preußischer Major, Rechtsritter des Johanniterordens ⚭ 1859 Meta von Hülsen (1842–1901)[5]
- Ida (1821–1891) ⚭ 1844 Wilhelm von Natzmer (1803–1852), preußischer Hauptmann[6]
- Ernst (* 1823)
- Konstantin (1825–1881) ⚭ 1856 Luise von Bodelschwingh (1834–1905), eine Tochter des Ministers Karl von Bodelschwingh